# Bom tấn công trực diện phối hợp
Bom GBU-31 JDAM (Joint Direct Attack Munition) là loại bom thông minh có bộ điều khiển quỹ đạo gắn ở phần đuôi bom. Bộ điều khiển quỹ đạo của bom sử dụng hệ thống định vị vệ tinh toàn cầu (GPS) làm tăng độ chính xác cho bom, sử dụng được trong mọi điều kiện địa hình, thời tiết và có khả năng ném bom tự động. Bom GBU-31 JDAM được Mỹ nghiên cứu vào những năm 1990 được liên quân sử dụng lần đầu tiên trong cuộc chiến tranh ở Afghanistan. Bom GBU-31 JDAM có thể ném từ độ cao 6 đến 15 dặm (8 km - 24 km). Do đó không đòi hỏi phi công phải hạ thấp máy bay để tìm mục tiêu nên phi công có thể thả bom từ độ cao an toàn. Bom cũng cho phép ném từ bất kỳ góc độ nào trong khi máy bay đang lao xuống hoặc bay lên, đang bay thẳng trục hay lệch trục ném bom. Sự dẫn hướng của bom được thực hiện khép kín bởi sự kết hợp giữa hệ thống định vị vệ tinh toàn cầu GPS và hệ dẫn quán tính 3 trục INS. INS là bộ phận phụ dẫn, chỉ có ý nghĩa khi GPS không hoạt động, như khi GPS bị làm nhiễu. Khả năng này của JDAM cho phép bom chống lại nguy cơ làm nhiễu GPS bằng kỹ thuật cao của đối phương. Trong khi đó bom định vị bằng tia Laze như trước đây rất dễ bị lạc nếu gần mặt đất có khói hay sương mù.

## Các loại máy bay hiện đại có thể thả bom
- B52
- B-1 Lancer, B-2 Spirit
- F-15 Eagle, F-16, F-117 Nighthawk, F-14, F/A-18 Hornet, F-22 Raptor.

## Các mẫu bom JDAM bao gồm
- GBU-29 JDAM
- GBU-30 JDAM
- GBU-31 JDAM
- GBU-32 JDAM
- GBU-28 JDAM

Thực chất các bom JDAM được nâng cấp từ các mẫu bom trước đó như MK 81, MK 82, MK 83, MK 84 và bom xuyên thép BLU-109 bằng việc thêm vào hệ thống dẫn hướng GPS/INS.

## Hoạt động
Trước khi máy bay cất cánh, kế hoạch chiến đấu được lập trình sẵn và được cài đặt vào bộ nhớ của máy.Kế hoạch này bao gồm cả việc đưa bom vào trạng thái chiến đấu, các số liệu về tọa độ của mục tiêu và phạm vi hoạt động của bom. Khi máy bay đến khu vục ném bom, máy chủ sẽ nhận biết, bom được phóng ra. Việc thu tín hiệu được thực hiện bằng hệ thống máy thu GPS gắn sẵn trên bom. Trong quá trình bay GPS luôn nhận biết được tọa độ của nó ở thời điểm bất kỳ và so sánh với tọa độ mục tiêu, phân tích, truyền tín hiệu đến bộ điều khiển bay. Bộ điều khiển bay thay đổi cánh lái, dẫn bom đến mục tiêu

## Các thông số kỹ thuật của bom
- Chiều dài: 3,8 m.
- Đường kính: 457 mm.
- Trọng lượng: 925 kg.
- Thuốc nổ: Thuốc nổ TNT, Tritonal, HBX, Comp-B, H6

## Sự ra đời và khả năng phát triển của JDAM

### Sự ra đời
Trong chiến tranh "Bão táp sa mạc" đánh vào Iraq của Mỹ, các loại vũ khí không đối đất đã bộc lộ một số nhược điểm: với các loại bom không điều khiển, khi máy bay thả bom ở độ cao trung bình và độ cao lớn, độ chính xác của bom rất kém. Với các loại vũ khí có điều khiển, điều kiện thời tiết xấu cũng gây cản trở làm giảm hiệu quả đáng kể. Do đó việc nghiên cứu và phát triển một loại "vũ khí điều khiển chính xác trong cả điều kiện thời tiết không thuận lợi" đã bắt đầu được Quân đội Hoa Kỳ triển khai từ những năm 1992. Năm 1997, những quả bom GBU-31 JDAM đầu tiên đã ra đời và quá trình thử nghiệm được tiến hành trong 2 năm, năm 1998 và năm 1999. Hơn 450 quả được thả trong các cuộc thử nghiệm đạt độ tin cậy 80% và sai lệch là không đáng kể.

### Khả năng phát triển
- Với các JDAM thế hệ đầu tiên vẫn còn nhược điểm chưa loại bỏ hoàn toàn khả năng chống nhiễu. Không quân Hoa Kỳ và Hải quân Hoa Kỳ hiện đang nghiên cứu cải tiến JDAM làm tăng độ chính xác và khả năng chống nhiễu. JDAM cải tiến có thể được đưa thêm vào một bộ phận tìm kiếm mục tiêu đồng thời chống nhiễu cho bom. Bộ phận tìm kiếm có thể dùng cho cả bom nổ phá và bom xuyên.
- Một trong các loại bom xuyên được cải tiến là bom xuyên thế hệ mới AUP. Đây là loại bom xuyên 2000 LBS sử dụng bộ dẫn hướng của GBU-31 nhằm mục đích nâng cấp và thay thế bom xuyên BLU-109. Loại bom này so với GBU-28, khả năng xuyên còn lớn hơn. Hiện nay chúng đang được nghiên cứu và chế tạo.
- Về nguyên lý, APU sử dụng ngòi thông minh, nó có một bộ phận gia tốc dựa trên loại ngòi điện, ngòi này cho phép điều khiển thời điểm nổ của bom, nó giữ chậm quá trình điểm hỏa sau khi bom đã chạm mục tiêu bằng việc đặt trước thời gian hay khoảng cách. Một cảm biến của bộ phận gia tốc sẽ cảm nhận chính xác thời điểm bom chạm mục tiêu. Cảm biến này sẽ truyền tín hiệu tới bộ phận tăng tốc làm tăng tốc độ của bom chống lại sự giảm tốc độ do bom xuyên vào mục tiêu. Ngòi cũng có thể phân biệt được mục tiêu là đất, đá hay bê tông.